# Eleccions legislatives palestines de 2006
El 25 de gener de 2006, es van portar a terme les eleccions pel Consell Legislatiu Palestí, la legislatura de l'Autoritat Nacional Palestina. Aquestes van ser les primeres eleccions al Consell des de 1996; les eleccions posteriors a aquella data es van anar posposant repetidament degut al conflicte israelo-palestí. Els votants palestins (només els homes) de la Franja de Gaza, Cisjordània, i Jerusalem Est van ser cridats a participar en aquestes eleccions.

## Sistema electoral
En les anteriors eleccions s'escolliren 88 membres del Consell escollits a partir de llistes multimembre. Abans de les eleccions el 2006, la llei electoral palestina va ser canviada per expandir el Consell de 88 a 132 seients, i per crear un cert grau de representació proporcional amb un sistema de vot paral·lel.
Cada votant rep dues paperetes. A la primera el votant escull entre una de les diferents llistes nacionals. 66 dels seients del Consell es distribueixen així proporcionalment (d'acord amb el mètode Sainte-Laguë) entre les llistes que reben més del 2 per cent dels votants totals.
La segona papereta és per la circumscripció local del votant. El votant pot emetre tants vots per a candidats individuals com seients hi hagi a la seva circumscripció. Els vots no són ponderats, i els representants amb més vots són elegits pel Consell. En algunes circumscripcions, un o dos seients es reserven pels candidats cristians amb més vots.
El nombre de seients que rep cada districte electoral es determina per la seva població; en aquest cas va ser:
- Jerusalem: 6 seients (2 reservats pels cristians)
- Tubas: 1 seient
- Tulkarm: 3 seient
- Qalqilya: 2 seient
- Salfit: 1 seient
- Nablus: 6 seients
- Jericó: 1 seient
- Ramallah: 5 seients (1 reservat pels cristians)
- Jenín: 4 seients
- Betlem: 4 seients (2 reservats pels cristians)
- Hebron: 9 seients
- North Gaza: 5 seients
- Gaza: 8 seients (1 reservat pels cristians)
- Deir al-Balah: 3 seients
- Khan Younis: 5 seients
- Rafah: 3 seients
- Total: 66 seients (6 reservats pels cristians)

## Enquestes preelectorals
El Palestinian Center for Policy and Survey Research va enquestar 1.316 adults a Cisjordània i la Franja de Gaza a principis de desembre de 2005 sobre les seves intencions de vot per les eleccions legislatives, que indicaven el següent suport:
- Fatah: 50%
- Hamas: 32%
- Altres: 9%
- Indecisos: 9%

Una segona enquesta del PCPSR entre el 29 de desembre i el 31 de desembre amb una població de 4560 votants potencials va donar els següents resultats:
- Fatah: 43%
- Canvi i Reforma (Hamas): 25%
- Palestina Independent: 5%
- Màrtir Abu Ali Mustafa: 3%
- La Alternativa: 2%
- La Tercera Via: 2%
- Indecisos: 19%

Cap altra llista excedia el llindar del 2%.
Una enquesta de Palestinian Public Opinion Polls, portada a terme entre el 5 de gener i el 6 de gener, amb una població de 1360 persones, mostrava una davallada més important de Fatah:
- Fatah 39,3%
- Canvi i Reforma (Hamas): 31,3%
- Palestina Independent: 10,4%
- Màrtir Abu Ali Mustafa: 6,8%
- La Tercera Via: 5,5%

Cap altra llista excedia el llindar del 2%.

## Resultats preliminars
| Resultats preliminars, 25 Gener 2006, eleccions al Consell Legislatiu de Palestina                                                                                           | Vots (Proporcionals) | % (Proporcionals) | Seients (Proporcionals/Seients per districte) |
| --- | -------------------- | ----------------- | --------------------------------------------- |
| Canvi i reforma (Hamas) قائمة التغيير والإصلاح | 434 817              | 42.9              | 76 (30/46)                                    |
| Fatah o Moviment d'Alliberament de Palestina (Harakat al-Tahrâr al-Filistini) (فتح (حركة التحرير الفلسطيني                                                                   | 403 458              | 39.8              | 43 (27/16)                                    |
| Màrtir Abu Ali Mustafa (Front Popular per l'Alliberament de Palestina) قائمة الشهيد أبو علي مصطفى                                                                            | 41 671               | 4.1               | 3 (3/0)                                       |
| La Alternativa (Coalició de Front Democràtic per l'Alliberament de Palestina, Partit del Poble Palestí, Unió Democràtica Palestina (FIDA) i Independents) (al-Badeel) البديل | 28 779               | 2.8               | 2 (2/0)                                       |
| Palestina Independent (Mustafa Barghouthi i Independents) (Iniciativa Nacional Palestina) فلسطين المستقلة                                                                    | 26 554               | 2.6               | 2 (2/0)                                       |
| Tercera Via (Salam Fayyad, Hanan Ashrawi i altres) الطريق الثالث | 23 513               | 2.3               | 2 (2/0)                                       |
| Independents | -                    | -                 | 4 (0/4)                                       |
| Altres | 53 200               | 5.2               | 0 (0/0)                                       |
| Total (participació: 74,6%) | 1 011 992            | 100.0%            | 132 (66/66)                                   |
| Font: Comissió Electoral Central, Resultats preliminars Arxivat 2009-12-29 a Wayback Machine.(anglès), 2006-01-26                                                            |                      |                   |                                               |